# Hans Bernd Gisevius
Hans Bernd Gisevius (4 juillet 1904 à Arnsberg - 23 février 1974 à Müllheim) était un diplomate allemand et un espion pendant la Seconde Guerre mondiale. 

## Avant la Seconde guerre mondiale
Après des études de droit il rejoint le ministère de l'intérieur de Prusse. en 1933, il est muté à la Gestapo mais est rapidement en désaccord avec ses supérieurs comme Rudolf Diels. Il est démis de son poste, quand Himmler prend ses fonctions en 1936. Il doit alors quitter le ministère. Fonctionnaire au ministère de l'intérieur du Reich, il peut maintenir un réseau de contacts avec des opposants comme Hans Oster ou Hjalmar Schacht.

## Pendant la guerre
Opposé au Troisième Reich et proche de Wilhelm Canaris, il a été recruté par l'Abwehr et sert au consulat de Zurich en Suisse; il est alors agent de liaison entre l'O.S.S américain et la résistance interne en Allemagne. Il rencontre d'ailleurs Allen Dulles en 1943. 

Lors de son retour en Allemagne il est arrêté par la Gestapo mais finit par être relâché.  
Après l'attentat manqué de 20 juillet 1944 il fuit en avion vers la Suisse, sa femme Annelise, restée en Allemagne, et son cousin germain (le major Schatz, nazi convaincu) sont envoyés en camps de concentration mais il est l'un des rares survivants parmi les conjurés du 20 juillet 1944.

## Au sortir du nazisme
Témoin au Procès de Nuremberg, il témoigne à charge contre Göring, Keitel ou Kaltenbrunner, et à décharge en faveur de Schacht et de Frick. De retour en Suisse il est accusé d'espionnage mais acquitté ; dans ses écrits, il a été accusé d'avoir minimisé le rôle des autres membres du complot et celui du comte de Stauffenberg.

## Œuvres
- Jusqu'à la lie, Paris, 1947/8.
- Où est Nebe ?, Paris, 1967.